# JO1
JO1 — (яп. ジェイオーワン; ром. Jeiōwan; читается как ДжейОуВан) — японский бойз-бэнд сформированный в 2019 году через реалити-шоу на выживание Produce 101 Japan. Группа состоит из 11 участников: Сë Ëнасиро, Кавасири Рэн, Сиройва Руки, Коно Джунки, Сато Кэйго, Каваниси Такуми, Кимата Сёя, Охира Шосэй, Киндзë Скай, Цурубо Сион и Мамехара Иссэй.
JO1 — это первая победившая группа Produce 101, которая будет постоянной. Им управляет Lapone Entertainment, совместная компания Ëсимото Когэ и CJ ENM.
Дебютировав с синглом Protostar 4 марта 2020 года, JO1 достигли пяти синглов номер один в чарте Oricon и Billboard Japan. Группа получила несколько наград, в том числе «Любимый азиатский артист» на Mnet Asian Music Awards и «5 лучших новых артистов» на Japan Gold Disc Award.

## Название
Название группы JO1 было выбрано Lapone Entertainment среди предложений, предоставленных общественностью (называемой национальными продюсерами) через официальный сайт Produce 101 Japan. Согласно первоначальному предложению, буква «J» в названии относится к Японии, стране происхождения группы, в то время как «O1» относится к первому году эпохи Рэйва, периоду, когда группа была впервые представлена. Однако «JO1» официально означает, что «стажеры, которые мечтали вместе в Produce 101 Japan, станут единым целым и будут стремиться к вершине мира». Название было объявлено во время финального эпизода шоу.

## Карьера

### 2019: ФормированиеProduce 101 Japan
JO1 были сформированы в рамках реалити-шоу на выживание Produce 101 Japan, проходившего с 25 сентября по 11 декабря 2019 года. В общей сложности 6000 человек, не связанных ни с каким агентством по подбору талантов, прошли прослушивание на шоу. Из первоначальных 101 стажёра, участвовавших в шоу, финальные 11 были выбраны зрителями посредством онлайн-голосования и объявлены в прямом эфире телеканала TBS. Не планировалось ограничивать период деятельности группы после её дебюта.
До появления на шоу несколько участников уже были активны в индустрии развлечений. Рен Кавасири — бывший бэк-танцор, групп SMAP, FTISLAND, Dreams Come True, Ямасита Томохиса, Lead, Wanna One и Pentagon. Руки Сиройва — бывший участник Johnny’s Jr., группы стажёров Johnny & Associates. Он также был частью музыкальной группы озвучивания Tsukicro в 2017 году, где он пел и озвучивал персонажа Руки Хибия. Сёхэй Охира — бывший участник EXPG Sword, исполнительского подразделения, специально созданного Наоки Кобаяси из Exile и EXPG Kyoto.

### 2020—2021: Дебют,The Star, Open the Door и первый тур
JO1 отправились в Южную Корею вскоре после завершения работы над Produce 101 Japan, чтобы спродюсировать свой первый сингл Protostar, где они прошли «интенсивный» месячный учебный лагерь, чтобы укрепить свои навыки и взаимопонимание как группы. Сингл был выпущен 4 марта 2020 года и сразу же добился коммерческого успеха, дебютировав на первом месте в чарте синглов Oricon с более чем 300 000 проданных копий за первую неделю, что сделало JO1 седьмым артистом, добившимся этого с дебютным синглом. Его ведущий трек «Infinity» также достиг вершины Billboard Japan Hot 100. 24 марта JO1 впервые выступили в прямом эфире на утреннем шоу Sukkiri на NTV.
26 августа JO1 выпустили свой второй сингл Stargazer, а Хви из южнокорейской бойз-бэнда PENTAGON выступил сопродюсером ведущего трека «Oh-Eh-Oh». В отличие от Protostar, подготовка и продюсирование сингла проводились удаленно из-за пандемии COVID-19. Stargazer отмечает первый раз, когда участники внесли свой вклад в продюсировании; лидер группы Сë Ëнасиро написал текст песни, а танцевальный лидер Рэн Кавасири поставил хореографию трека «My Friends». 5 сентября JO1 выступила хедлайнером 31-й коллекции Mynavi Tokyo Girls Осень/зима 2020 на Сайтама Супер Арена.
25 ноября JO1 выпустили свой первый студийный альбом The Star. В него вошли все треки с их двух синглов, а также семь новых песен. Альбом дебютировал на втором месте в альбомных чартах Orico и Japan Hot Albums, уступив только Be от BTS. 2 декабря JO1 впервые выступили на музыкальном фестивале FNS, исполнив «Shine a Light», промо-сингл альбома. Группа провела свой первый концерт Starlight в прямом эфире 19 декабря, собрав, по оценкам, 120 000 зрителей из более чем 30 стран. К концу года JO1 получил награду «Восходящая звезда» от MTV Video Music Awards Japan, а также премию Mnet Asian Music Award за «Лучший азиатский исполнитель». Позже группа была названа одним из 5 лучших новых исполнителей на японской премии Japan Gold Disc Award наряду с SixTones, Snow Man, NiziU и Yoasobi за их чистые продажи в 2020 году.
В феврале 2021 года JO1 впервые появились в Южной Корее, выступив на M Countdown и проведя свой второй онлайн-концерт Starlight Deluxe. Challenger, их третий сингл, был выпущен 28 апреля и включает в себя коммерческую песню KitKat «Tsutaerareru Nara», а также хит-парад Japan Hot 100 «Born to be Wild». В итоге он стал одиннадцатым самым продаваемым синглом в первой половине 2021 года, было продано более 298 000 копий.
Четвёртый сингл JO1, Stranger, был выпущен в 18 августа, ему предшествовал релиз «Freedom» и вступительной песни к телевизионной дораме Love Phantom «Dreaming Night». Обе песни попали в чарты Japan Hot 100, в то время как ведущий трек «Real» достиг пика на первом месте. Stranger стал самым быстрым синглом группы, разошедшимся тиражом 400 000 копий в чартах Billboard Japan. Позже JO1 выступили на Pacifico Yokohama на совместном живом концерте KCON World Premiere: The Triangle 23 сентября вместе с другими группами Produce 101 Japan: OWV и Enjin. Это было первое выступление JO1 с момента их дебюта из-за пандемии. 9 октября Lapone Entertainment объявили, что участник Сукай Киндзе, который пропустил мероприятие, приостановит свою деятельность, чтобы пройти лечение от расстройства адаптации.
Чтобы соблюсти меры по профилактике COVID-19, JO1 провели свой первый живой концерт, 2021 JO1 Live «Open the Door», в Макухари Мессе 19-21 ноября, вместо запланированного национального тура. В общей сложности за пять концертов концерт собрал 45 000 зрителей. В нём были представлены песни с пятого сингла группы «Wandering», который был поддержан двойными ведущими треками «Bokura no Kisetsu» (僕らの季節, Наш сезон) и «Prologue». Последняя была спродюсирована UTA и использована в качестве заключительной темы для аниме-сериала Boruto: Naruto Next Generations. За исключением песни «Oasis», Киндзë успел поучаствовать в записи сингла до своего перерыва. После своего выхода 15 декабря «Wandering» стал первым синглом группы, получившим двойной платиновый сертификат ассоциации звукозаписывающей индустрии Японии (RIAJ) за продажи более полумиллиона экземпляров.

### 2022—2023:Kizuna, выступление наKōhaku Uta Gassen,Equinox, и первый азиатский тур
14 февраля 2022 года JO1 заявили, что Киндзе возобновит свою деятельность. Позже группа выпустила две новые песни, «Dreamer» и «Toberu Kara» (飛べるから), в качестве тематических композиций для их первой короткометражной программы драматического сериала и документального фильма JO1 the Movie: Unfinished — Go to the Top. 22 апреля JO1 выпустили цифровой сингл «YOLO-konde», спродюсированный 3Racha из Stray Kids. Программа NHK «This Is JO1 — Go to the Dream» продемонстрировала разработку концепции JO1 и процесс написания текста для песни. 25 мая JO1 выпустили свой второй студийный альбом Kizuna, в который вошли избранные песни из трех предыдущих синглов, а также девять новых песен, включая «Dreamer» и «Move the Soul», открывающую тему оригинального аниме-сериала Aniplex Fanfare of Adolescence. Это был первый альбом группы, занявший первое место в альбомных чартах Oricon и Japan Hot Albums. Для продвижения альбома JO1 отправились в свой первый тур по пяти префектурам в сентябре и октябре 2022 года, собрав 110 000 человек.
JO1 выпустили свою первую англоязычную песню «All Hours» для YSL Beauty Japan в июне 2022 года. «Midnight Sun», шестой сингл группы, был выпущен в 12 октября, став их первым синглом, разошедшимся тиражом 600 000 копий в чартах Billboard Japan в течение недели. Его ведущий трек «SuperCali» провел две недели в первой шестерке Japan Hot 100. К концу 2022 года сообщалось, что JO1 занял высокие позиции в нескольких чартах Billboard Japan по итогам года, включая десятку лучших альбомов и продажи синглов, а также на 25-м месте в чарте Artist 100. Группа дебютировала на ежегодном новогоднем музыкальном шоу NHK Кохаку ута гассэн с песней «Infinity».
5 апреля 2023 года JO1 выпустили свой седьмой подряд сингл Oricon, занявший первое место, Tropical Night, с «Tiger» в качестве ведущего трека. Сингл содержит «We Good» и «Romance», которые были использованы в качестве тематических песен телесериалов Our Little Love Story и Blue Birthday, в главных ролях участники Сея Кимата и Цурубо Сион соответственно. JO1 дебютировали на ежегодном совместном концерте K-pop Dream Concert в Пусане в мае и стали хэдлайнерами его японского выпуска в следующем месяце вместе с Джеджуном и Джунсу.
Третий студийный альбом JO1 и второй подряд альбом номер один, Equinox, был выпущен в 20 сентября. В него вошли песни с двух предыдущих синглов, а также песня собственного производства «NEWSmile», тема утреннего новостного шоу Mezamashi 8, и «Gradation» из фильма Когда рассветет, я увижу тебя первым, в котором главную роль сыграл участник группы Руки Сиройва. В поддержку альбома JO1 отправились в свой второй тур Beyond the Dark с августа по октябрь с выступлением на бис в Kyocera Dome в ноябре. Первый азиатский тур группы также начался в четырёх городах в том же месяце. Первое азиатское турне группы также началось в четырёх городах в том же месяце. 20 октября JO1 выпустили английскую песню «Eyes On Me» с участием DJ R3hab и дебютировали в музыкальной программе Music Station в прайм-тайм на телеканале Asahi. Группа является второй японской бойз-бэнд-группой, не связанная с Johnny & Associates и LDH, выступившая на шоу после публичной критики предполагаемого влияния Джонни на неспособность конкурирующих групп появиться на шоу.

## Состав
| Ранг | Настоящее имя   | Настоящее имя | Дата рождения | Позиция в группе                      | Официальный цвет |
| Ранг | Русский         | Кандзи        | Дата рождения | Позиция в группе                      | Официальный цвет |
| ---- | --------------- | ------------- | ------------- | ------------------------------------- | ---------------- |
| 11   | Сë Ëнасиро      | 與那城 奨     | 25.10.1995    | Лидер, главный вокалист               | Зеленый          |
| 2    | Кавасири Рэн    | 川尻 蓮       | 02.03.1997    | Главный танцор, ведущий вокалист      | Синий            |
| 6    | Сиройва Руки    | 白岩 瑠姫     | 19.11.1997    | Танцор, саб-вокалист                  | Белый            |
| 9    | Коно Джунки     | 河野 純喜     | 20.08.1998    | Главный вокалист, ведущий танцор      | Небесно-голубой  |
| 7    | Сато Кэйго      | 佐藤 景瑚     | 29.07.1998    | Ведущий танцор, саб-вокалист          | Кэмэл            |
| 3    | Каваниси Такуми | 川西 拓実     | 23.06.1999    | Ведущий танцор, ведущий танцор, рэпер | Розовый          |
| 8    | Кимата Сёя      | 木全 翔也     | 14.06.1999    | Ведщуий рэпер, танцор, саб-вокалист   | Фиолетовый       |
| 4    | Охира Сёхэй     | 大平 祥生     | 13.04.2000    | Ведущий танцор, ведущий рэпер         | Жёлтый           |
| 10   | Киндзë Скай     | 金城 碧海     | 06.05.2000    | Ведущий танцор, рэпер                 | Черный           |
| 5    | Цурубо Сион     | 鶴房 汐恩     | 11.12.2000    | Главный рэпер, вокалист               | Серый            |
| 1    | Мамехара Иссэй  | 豆原 一成     | 30.05.2002    | Главный танцор, саб-вокалист, манэ    | Красный          |

## Дискография

### Студийные альбомы
- The Star (2020)
- Kizuna (2022)
- Equinox (2023)

## Фильмография

### Фильмы
- 'JO1 the Movie: Unfinished — Go to the Top (2022)

## Концерты и туры
Туры
- 2022 JO1 1st Arena Live Tour «Kizuna» (2022)[74]
- 2023 JO1 2nd Arena Live Tour «Beyond the Dark» (2023)
- 2023 JO1 1st Asia Tour «Beyond the Dark» Limited Edition (2023)

Концерты
- 2021 JO1 Live «Open the Door» (2021)[42]

Онлайн-концерты
- JO1 1st Live Streaming Concert «Starlight» (2020)
- JO1 Live Streaming Concert «Starlight Deluxe» (2021)

### Аудио-книга
| Название | Год  | Журнал      | ISBN                | Примечание  | Ссылка        |
| --- | ---- | ----------- | ------------------- | ----------- | ------------- |
| (яп. ５分後に恋の魔法が解けるまで 一番星見つけた '5-Fungo ni Koi no Mahō ga Tokeru Made―Ichiban Hoshi Mitsuketa ) | 2020 | Gakken Plus | ISBN 978-4052052965 | Аудио-драма | [ 75 ] [ 76 ] |
| (яп. ５分後に恋の魔法が解けるまで 二度目の初恋 '5-Fungo ni Koi no Mahō ga Tokeru Made―Ni Dome no Hatsukoi )       | 2020 | Gakken Plus | ISBN 978-4052052972 | Аудио-драма | [ 75 ] [ 76 ] |

### Фотокниги
| Название | Год  | Журнал     | ISBN                | Высшая позиция | Высшая позиция | Продажи       |
| Название | Год  | Журнал     | ISBN                | Oricon PB      | Oricon Books   | Продажи       |
| -------- | ---- | ---------- | ------------------- | -------------- | -------------- | ------------- |
| Progress | 2021 | Wani Books | ISBN 978-4847083464 | 1              | 2              | - JPN: 65,644 |

## Официальные ссылки
- JO1 official website (в Японии)